# Staryja Zawalony
Staryja Zawalony (biał. Старыя Завалёны; ros. Старые Завалёны, Staryje Zawalony) – wieś na Białorusi, w obwodzie homelskim, w rejonie oktiabrskim, w sielsowiecie Oktiabrski.